# Tijsluis van Merelbeke

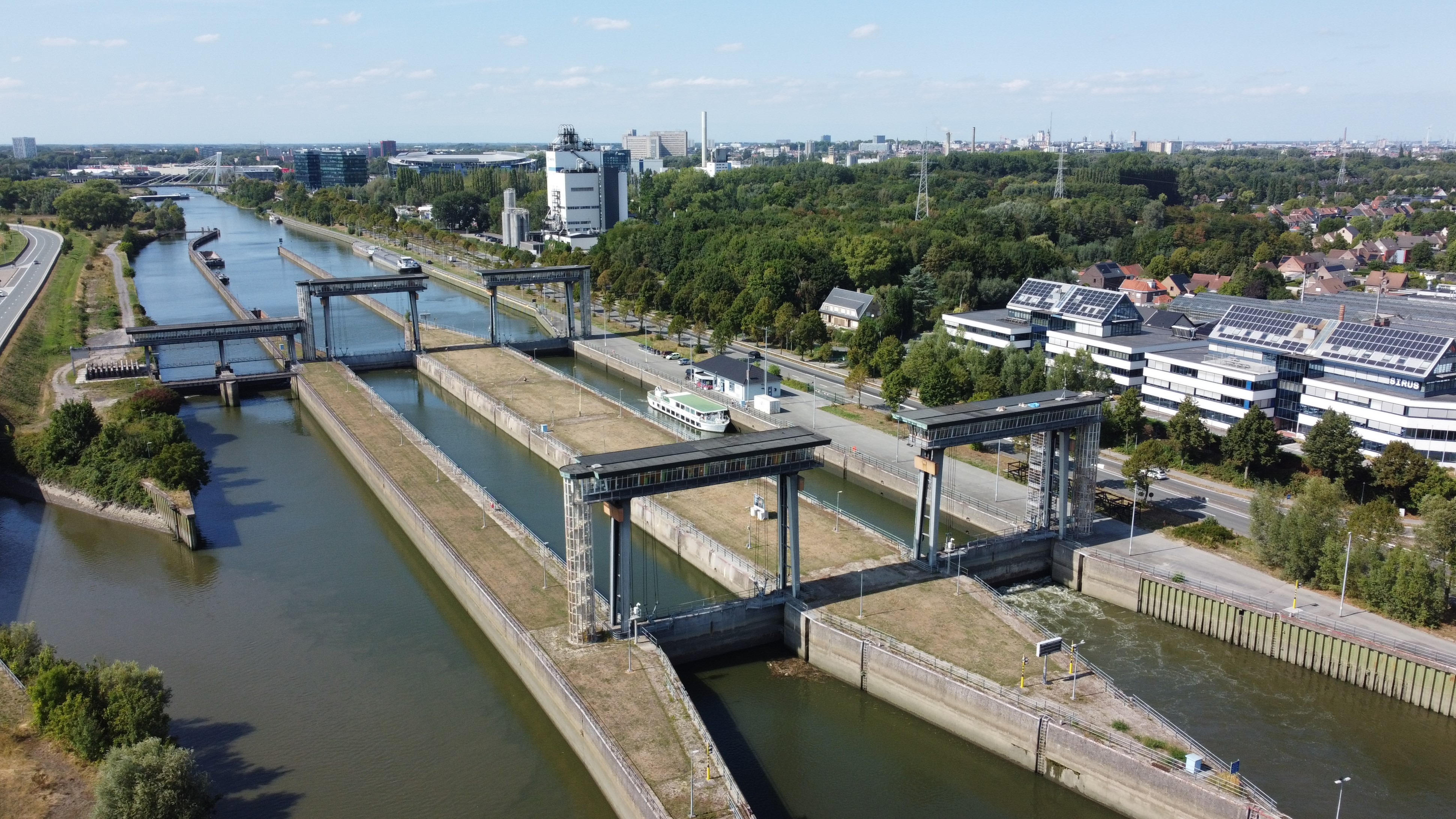
Sluizencomplex te Merelbeke.

Het Sluizencomplex van Merelbeke bevindt zich op de Gentse Ringvaart, op het grondgebied van de gemeente Merelbeke. Het gedeelte oostelijk van het sluizencomplex is het enige deel van de Ringvaart dat onderhevig is aan getijden (afkomstig van de Zeeschelde). 
Aan de noordzijde van het complex bevinden zich twee parallelle sluisvakken van 180 meter lang en 18 breed. Aan de zuidzijde van deze sluizen bevindt zich een stuw. In het kader van het project Seine-Scheldeverbinding wordt op deze locatie overigens de aanleg van een vispassage voorzien.
Het sluizencomplex is actief sinds de opening van de Ringvaart in 1969. Aan beide zijden wordt het complex geflankeerd door de R4, aan de oostzijde passeert op enkele tientallen meters de Daniël Vandepittebrug, vernoemd naar de ingenieur die de aanleg van de bruggen op de Ringvaart coördineerde.